# Olympische Sommerspiele 2016/Gewichtheben – Bantamgewicht (Frauen)
Das Gewichtheben der Frauen in der Klasse bis 48 kg (Bantamgewicht) bei den Olympischen Sommerspielen 2016 in Rio de Janeiro fand am 6. August 2016 in der zweiten Halle des Riocentro statt. Es traten 12 Sportlerinnen aus 12 Ländern an.
Der Wettbewerb bestand aus zwei Teilen: Reißen (Snatch) und Stoßen (Clean and Jerk). Die Teilnehmerinnen traten aufgrund der geringen Teilnehmerzahl nur in einer Gruppe zuerst im Reißen an, bei dem jede Athletin drei Versuche hatten. Wer ohne gültigen Versuch blieb, schied aus. Im Stoßen hatte wieder jede Starterin drei Versuche. Die Sportlerin mit dem höchsten zusammenaddierten Gewicht gewann. Im Falle eines Gleichstandes gab das geringere Körpergewicht den Ausschlag.

## Titelträger
| Weltmeisterin   | Reißen    | Jiang Huihua  | 88 kg  | WM 2015 in Houston |
| Weltmeisterin   | Stoßen    | Ri Song-gum   | 110 kg | WM 2015 in Houston |
| Weltmeisterin   | Zweikampf | Jiang Huihua  | 198 kg | WM 2015 in Houston |
| Olympiasiegerin | Zweikampf | Wang Mingjuan | 205 kg | London in 2012     |

## Rekorde

### Bestehende Rekorde
| Weltrekord         | Reißen    | Yang Lian     | 98 kg  | Santo Domingo, Dom. Republik | 1. Oktober 2006    |
| Weltrekord         | Stoßen    | Nurcan Taylan | 121 kg | Antalya, Türkei              | 17. September 2010 |
| Weltrekord         | Zweikampf | Yang Lian     | 217 kg | Santo Domingo, Dom. Republik | 1. Oktober 2006    |
| Olympischer Rekord | Reißen    | Nurcan Taylan | 97 kg  | Athen, Griechenland          | 14. August 2004    |
| Olympischer Rekord | Stoßen    | Chen Xiexia   | 117 kg | Peking, Volksrepublik China  | 9. August 2008     |
| Olympischer Rekord | Zweikampf | Chen Xiexia   | 212 kg | Peking, Volksrepublik China  | 9. August 2008     |

## Zeitplan
- Gruppe A: 6. August 2016, 19:00 Uhr (Ortszeit)

## Endergebnis
| Rang | Athletin              | Nation                  | Gr. | Kgw.  | Reißen (kg) | Reißen (kg) | Reißen (kg) | Reißen (kg) | Stoßen (kg) | Stoßen (kg) | Stoßen (kg) | Stoßen (kg) | Zweikampf |
| Rang | Athletin              | Nation                  | Gr. | Kgw.  | 1           | 2           | 3           | Gesamt      | 1           | 2           | 3           | Gesamt      | Zweikampf |
| ---- | --------------------- | ----------------------- | --- | ----- | ----------- | ----------- | ----------- | ----------- | ----------- | ----------- | ----------- | ----------- | --------- |
| 1    | Sopita Tanasan        | Thailand                | A   | 47,91 | 88          | 90          | 92          | 92          | 106         | 108         | 110         | 108         | 200       |
| 2    | Sri Wahyuni Agustiani | Indonesien              | A   | 47,25 | 82          | 85          | 87          | 85          | 107         | 115         | 115         | 107         | 192       |
| 3    | Hiromi Miyake         | Japan                   | A   | 47,95 | 81          | 81          | 81          | 81          | 105         | 107         | 107         | 107         | 188       |
| 4    | Beatriz Pirón         | Dominikanische Republik | A   | 47,50 | 85          | 87          | 87          | 85          | 102         | 105         | 105         | 102         | 187       |
| 5    | Margarita Yelisseyeva | Kasachstan              | A   | 47,72 | 80          | 84          | 84          | 80          | 103         | 106         | 106         | 106         | 186       |
| 6    | Morghan King          | Vereinigte Staaten      | A   | 47,79 | 80          | 82          | 83          | 83          | 100         | 103         | 103         | 100         | 183       |
| 7    | Chen Wei-Ling         | Chinesisch Taipeh       | A   | 47,13 | 75          | 79          | 81          | 81          | 99          | 100         | 100         | 100         | 181       |
| 8    | Julija Paratowa       | Ukraine                 | A   | 47,74 | 84          | 86          | 86          | 84          | 95          | 95          | 98          | 95          | 179       |
| 9    | Roilya Ranaivosoa     | Mauritius               | A   | 47,90 | 73          | 78          | 80          | 80          | 93          | 98          | 100         | 93          | 173       |
| 10   | Dschanyl Okojewa      | Kirgisistan             | A   | 47,56 | 68          | 72          | 75          | 72          | 92          | 97          | 101         | 97          | 169       |
| —    | Saikhom Mirabai Chanu | Indien                  | A   | 47,77 | 82          | 82          | 84          | 82          | 104         | 106         | 106         | –           | –         |
| —    | Vương Thị Huyền       | Vietnam                 | A   | 47,84 | 83          | 84          | 84          | –           | –           | –           | –           | –           | –         |